# МР-514К
МР-514К — компактна пневматична гвинтівка російського виробництва, виконана за схемою буллпап. Ствол розташований паралельно циліндра. Має барабанний магазин на 8 куль або 10 сталевих кульок, взведення здійснюється взведенням ствола вгору-назад на кут близько 120 градусів. За потужністю порівнянна з МР-512, однак її доведення значно складніше, а результат менш стабільний. Дулова енергія — не більше 7,5 Дж.

## Переваги
- Дуже компактна. На 12 см коротше малогабаритної гвинтівки ІЖ-60, при цьому має схожу з нею точність і більш високу початкову швидкість кулі. Наймалогабаритніша пневматична зброя російського виробництва, яке є повноцінною гвинтівкою.
- У значній мірі уніфікована з, поширеною, гвинтівкою МР-512, доступність і невисока ціна деталей легко дозволяє виконувати доробки (модифікації) та її вдосконалення.
- Наявність автоматичного магазина на 8 куль або 10 кульок дозволяє вести стрільбу з більш високим темпом, ніж однозарядні пневматичні гвинтівки.
- Оснащена планкою Вивера, яка дозволяє легко встановлювати різні прицільні пристосування.
- Оригінальний футуристичний дизайн.

## Недоліки
- Невисока якість заводської збірки. На форумах, присвячених пневматичній зброї, є велика кількість негативних відгуків про якість. Часто її купляють, як основу для майбутніх доробок, а не як кінцевий продукт.
- Незвичайне компонування механізму змусила конструкторів піти на компроміс у плані надійності. У цілому, менш надійна, ніж МР-512, на базі вузлів якої ця гвинтівка створена.
- Пластикова планка Вивера виконана одним цілим зі ствольною коробкою, яка без доробок має недостатню жорсткість, що призводить до втрати влучності.
- У силу особливостей компоновки, механізм знаходиться в безпосередній близькості від вуха стрільця, що створює невеликий дискомфорт при стрільбі.
- Має, незвичайну для пневматичної зброї, жорстку і спрямовану в протилежному напрямку віддачу (як у вогнепальної зброї), що вимагає специфічних навичок стрільби.
- Вимагає застосування оптичних прицілів підвищеної надійності для гвинтівок класу «Магнум», хоча ця гвинтівка, насправді неє класом «Магнум».
- Не рекомендується стріляти сталевими кульками, а також холостими. Це призводить до підвищеного зносу ствола гвинтівки.